# Свиняревич, Славко
Славко Свиняревич (серб. Славко Свињаревић; 6 апреля 1935, Сремски-Карловци, Сремски-Карловци — 2006) — югославский футболист, выступавший на позиции защитника.

## Клубная карьера
Воспитанник футбольной школы клуба «Воеводина». Профессиональную карьеру начал в 1955 году в основной команде того же клуба, в которой провел десять сезонов, приняв участие в 165 матчах чемпионата.
Завершил игровую карьеру в немецкой команде «Ворматия», за которую выступал в течение 1965—1969 годов.

## Карьера за сборную
Дебют за национальную сборную Югославии состоялся 16 мая 1962 года в домашнем товарищеском матче против сборной ГДР (3:1). Был включён в состав на чемпионат мира 1962 года в Чили, где сыграл только в матче за 3-е место против хозяев турнира (0:1). Всего Свиняревич сыграл за сборную 6 матчей.

### Статистика выступлений за сборную
| Матчи и голы за сборную | Матчи и голы за сборную | Матчи и голы за сборную | Матчи и голы за сборную | Матчи и голы за сборную | Матчи и голы за сборную | Матчи и голы за сборную |
| №                       | Дата                    | Место                   | Соперник                | Результат               | Турнир                  | Прим.                   |
| ----------------------- | ----------------------- | ----------------------- | ----------------------- | ----------------------- | ----------------------- | ----------------------- |
| 1                       | 16.05.1962              | Белград                 | ГДР                     | 3:1                     | Товарищеский матч       | 82'                     |
| 2                       | 16.06.1962              | Сантьяго                | Чили                    | 0:1                     | ЧМ 1962                 |                         |
| 3                       | 14.10.1962              | Белград                 | Эфиопия                 | 5:2                     | Товарищеский матч       |                         |
| 4                       | 14.10.1962              | Загреб                  | Германия                | 2:3                     | Товарищеский матч       | 62'                     |
| 5                       | 14.10.1962              | Будапешт                | Венгрия                 | 1:0                     | Товарищеский матч       |                         |
| 6                       | 04.11.1962              | Белград                 | Бельгия                 | 3:2                     | Квалификация на ЧЕ 1964 |                         |

## Достижения

### «Воеводина»
- Серебряный призёр Чемпионата Югославии: 1956/57, 1961/62